# Сукиасян, Геворк Хачатурович
Гево́рк Хачату́рович Сукиася́н (арм. Գևորգ Խաչատուրի Սուքիասյան; 1894—1979) — советский армянский организатор сельскохозяйственного производства. Герой Социалистического Труда (1950).

## Биография
Геворк Хачатурович Сукиасян родился в 1894 году в селе Бамбакашат Эриванской губернии Российской империи (ныне в Армавирской области Республики Армения), в семье бедного сельского рабочего. С 1901 года Геворк учился в местной приходской школе. Несмотря на большую тягу к учёбе, из-за сложившихся тяжёлых материальных условий, в 1905 году Сукиасяну пришлось оставить школу. С 1906 года он занимался батрачеством у местных кулаков, а в 1912 году стал учеником коваля-кузнеца и до 1914 года был наёмным рабочим в частных мастерских.
В 1916 году Геворк Сукиасян был призван в ряды Русской императорской армии. Участвовал в Первой мировой войне, но в 1917 году вследствие полученной тяжёлой болезни был демобилизован. Вернувшись в родное село Бамбакашат Сукиасян занимался земледелием. В 1920 году вместе с сельскими рабочими он принимал активное участие в борьбе за установление советской власти в селе. В конце того же года он был назначен на должность председателя революционного комитета села Бамбакашат. Во время февральского восстания 1921 года Сукиасян подвергся гонениям, но после ликвидации восстания вновь занимал должность председателя ревкома. В декабре 1922 года Сукиасян был избран председателем исполкома Бамбакашатского сельского Совета. В 1923 году он вступил в ряды РКП(б)/ВКП(б)/КПСС. С ноября того же года занимал должность заведующего отделом земледелия исполкома Октемберянского районного комитета Коммунистической партии Армении. В течение 1925—1928 годов Сукиасян работал в предприятиях Армянского хлопкового комитета: был заведующим закупочными станциями сёл Маргара, Армавир и Налбандян. В 1928 году Сукиасян назначается директором Октемберянского хлопкоочистительного завода и занимает должность до 1936 года.
В 1928 году в Советском Союзе были созданы машинно-тракторные станции (МТС) и Сукиасян стал директором Октемберянской МТС. С первого периода работы Сукиасян установил связи с правлениями колхозов Октемберянского района Армянской ССР. Под его руководством были увеличены объёмы машинных работ в возделывании сельскохозяйственных культур, в частности хлопчатника, также внедрены в производство передовой опыт и современные научные достижения. Директор Сукиасян лично бывал в колхозах, следя за работой тракторных бригад. В результате бригады выполняли работы в лучший агротехнический срок. Повысив урожайность сельскохозяйственных культур колхозы, обслуживаемые Октемберянской МТС, добились рекордных результатов. Труды Сукиасяна были отмечены орденами Ленина, Трудового Красного Знамени и «Знак Почёта», медалью «За трудовую доблесть». К 1949 году с каждого гектара плантаций хлопка в колхозах Октембертянского района было получено 29 центнеров урожая вместо установленных 18 центнеров. Таким образом намеченный план был перевыполнен на 51,6 %.
Указом Президиума Верховного Совета СССР от 16 октября 1950 года за получение высоких урожаев хлопка на поливных землях при выполнении колхозами обязательных поставок и контрактации по всем видам сельскохозяйственной продукции, натуроплаты за работу МТС в 1949 году и обеспеченности семенами всех культур в размере полной потребности для весеннего сева 1950 года Геворку Хачатуровичу Сукиасяну было присвоено звание Героя Социалистического Труда с вручением ордена Ленина и золотой медали «Серп и Молот».
В последующие годы под руководством Сукиасяна Октемберянская МТС систематически перевыполняла намеченные производственные планы, в значительной степени экономя средства и топливо, МТС была одной из передовых станций в Армянской ССР. В 1958 году, после расформирования машинно-тракторных станций Сукиасян стал директором новосозданной Октемберянской ремонтно-технической станции. Станция под руководством Сукиасяна стала обслуживать 28 колхозов и совхозов. Уже в первый год семилетнего плана (1959) станция достигла больших показателей в труде: годовой план ремонта машин был выполнен на 130 %, план землеройных работ — на 363 %, а план по продаже новой техники — на 122 %. По итогам семилетнего плана Сукиасян был награждён второй медалью «За трудовую доблесть». В дальнейшем было организовано Октемберянское районное объединение «Сельхозтехника» и Сукиасян стал его управляющим. По итогам восьмой пятилетки за достигнутые трудовые успехи Сукиасян был награждён орденом Октябрьской Революции. В 1975 году Сукиасян вышел на пенсию.
Геворк Хачатурович Сукиасян также вёл активную общественную деятельность. Он избирался депутатом Верховного Совета Армянской ССР четырёх созывов.

## Награды
- Герой Социалистического Труда (Указ Президиума Верховного Совета СССР от 16 октября 1950 года, орден Ленина и медаль «Серп и Молот») — за получение высоких урожаев хлопка на поливных землях при выполнении колхозами обязательных поставок и контрактации по всем видам сельскохозяйственной продукции, натуроплаты за работу МТС в 1949 году и обеспеченности семенами всех культур в размере полной потребности для весеннего сева 1950 года[6].
- Орден Ленина (24.11.1945)[6].
- Орден Октябрьской Революции (8.04.1971)[6].
- Орден Трудового Красного Знамени (23.11.1940)[6].
- Орден «Знак Почёта» (8.02.1944)[6].
- Две медали «За трудовую доблесть» (15.06.1946, 30.04.1966)[6].